# Les Plains-et-Grands-Essarts
Les Plains-et-Grands-Essarts é uma comuna francesa na região administrativa de Borgonha-Franco-Condado, no departamento de Doubs. Estende-se por uma área de 10,35 km². Em 2010 a comuna tinha 222 habitantes (densidade: 21,4 hab./km²).